# Невловимі месники
«Невлови́мі ме́сники» (рос. «Неуловимые мстители») — радянський пригодницький художній фільм, знятий у 1966 році на кіностудії Мосфільм режисером Едмондом Кеосаяном за мотивами повісті Павла Бляхіна «Червоні дияволята».

## Сюжет
Дія фільму відбувається у 1920-му році, на півдні України під час Громадянської війни. За задумом режисерів, дія фільму відбувається, скоріш за все, на Кубані, в районі станиці Збруєвка (див. уважно сцену у вагоні Будьоного). Козача специфіка даної місцевості неодноразово підкреслюється у фільмі. Деякі герої ходять у традиційному одязі кубанців — черкесках. Хоча слова актора Буби Касторського, що він їде до Одеси, «міста каштанів та куплетистів», вказують на південь України.
Загін отамана Бурнаша грабує і тероризує села. Четверо підлітків: колишній гімназист Валерка Мещеряков, Яшка-циган, сироти Данька Щусь і його сестра Ксанка стають месниками і переходять на бік радянської влади. Данька під виглядом сина одного зі старих друзів отамана впроваджується в банду. Завдяки сміливості і винахідливості «невловимим месникам» вдається сприяти знешкодження загону.

## У ролях
- Валентина Курдюкова — Ксанка Щусь
- Михайло Метьолкін — Валерка Мещеряков
- Василь Васильєв — Яшка-циган
- Віктор Косих — Данька Щусь
- Володимир Бєлокуров — батько-філософ
- Віктор Колпаков — старий конвоїр
- Юхим Копелян — отаман Бурнаш
- Савелій Крамаров — Ілюха
- Лев Свердлін — Будьонний
- Борис Січкін — Буба Касторський
- Гліб Стриженов — батько Мокей
- Володимир Трещалов — Сидор Лютий
- Віктор Уральський — «бурнаш»
- Надія Федосова — тітка Дарія
- Інна Чурікова — Білокура Жазі
- Генадій Юхтін — Гнат
- Валентина Ананьїна — селянка

## Знімальна група
- Композитор: Борис Мокроусов
- Тексти пісень: Роберт Рождественський
- Художники-постановник: Василь Голіков, Віталій Гладніков
- Оператор-постановник: Федір Добронравов
- Монтажер: Людмила Елян

## Пісні
- 'Не печалься о сыне' -заставка
- 'Песня о сатане' — у виконанні Лева Барашкова.
- 'Я одессит, я из Одессы — здрасьте …' — у виконанні Бориса Січкіна

## Нагороди
- Премія Ленінського комсомолу (1968) — Едмонд Кеосаян

## Україномовний дубляж
Фільм вийшов в прокат в УРСР у 1966 році з українським дубляжем від Кіностудії Довженка. Станом на 2020 український дубляж фільму досі не знайдено та не відновлено.